# Carlos Gomes (Rio Grande do Sul)
Carlos Gomes is een gemeente in de Braziliaanse deelstaat Rio Grande do Sul. De gemeente telt 1.718 inwoners (schatting 2009).